# Lijst van wielrenners - Y
Dit is een lijst van wielrenners met als beginletter van hun achternaam een Y.

## Ya
- Cecil Yates
- Jeremy Yates
- Sean Yates
- Adam Yates
- Simon Yates

## Yo
- Eri Yonamine
- Jung Hwan Youm

## Yp
- Renger Ypenburg

## Yu
- Unai Yus

A · B · C · D · E · F · G · H · I · J · K · L · M · N · O · P · Q · R · S · T · U · V · W · X · Y · Z